# باربرا واشبورن
باربرا واشبورن (بالإنجليزية: Barbara Washburn)‏ هي متسلقة جبال أمريكية، ولدت في 10 نوفمبر 1914، وتوفيت في 25 سبتمبر 2014.